# Tsaiorchis
Tsaiorchis là một chi thực vật thuộc họ Orchidaceae. Chi này có các loài sau (tuy nhiên danh sách này có thể chưa đủ):
- Tsaiorchis neottianthoides, T.Tang & F.T.Wang

## Hình ảnh

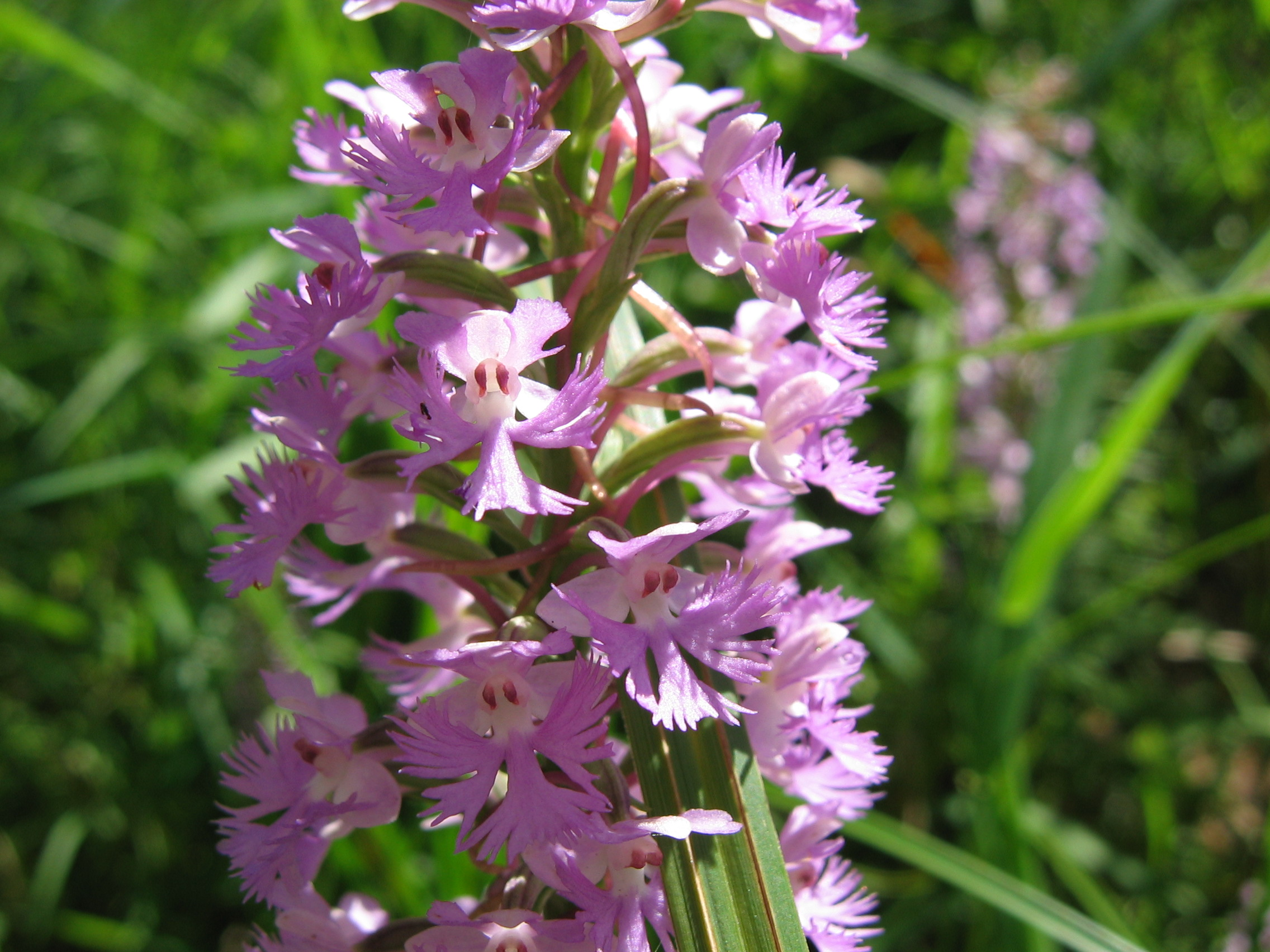
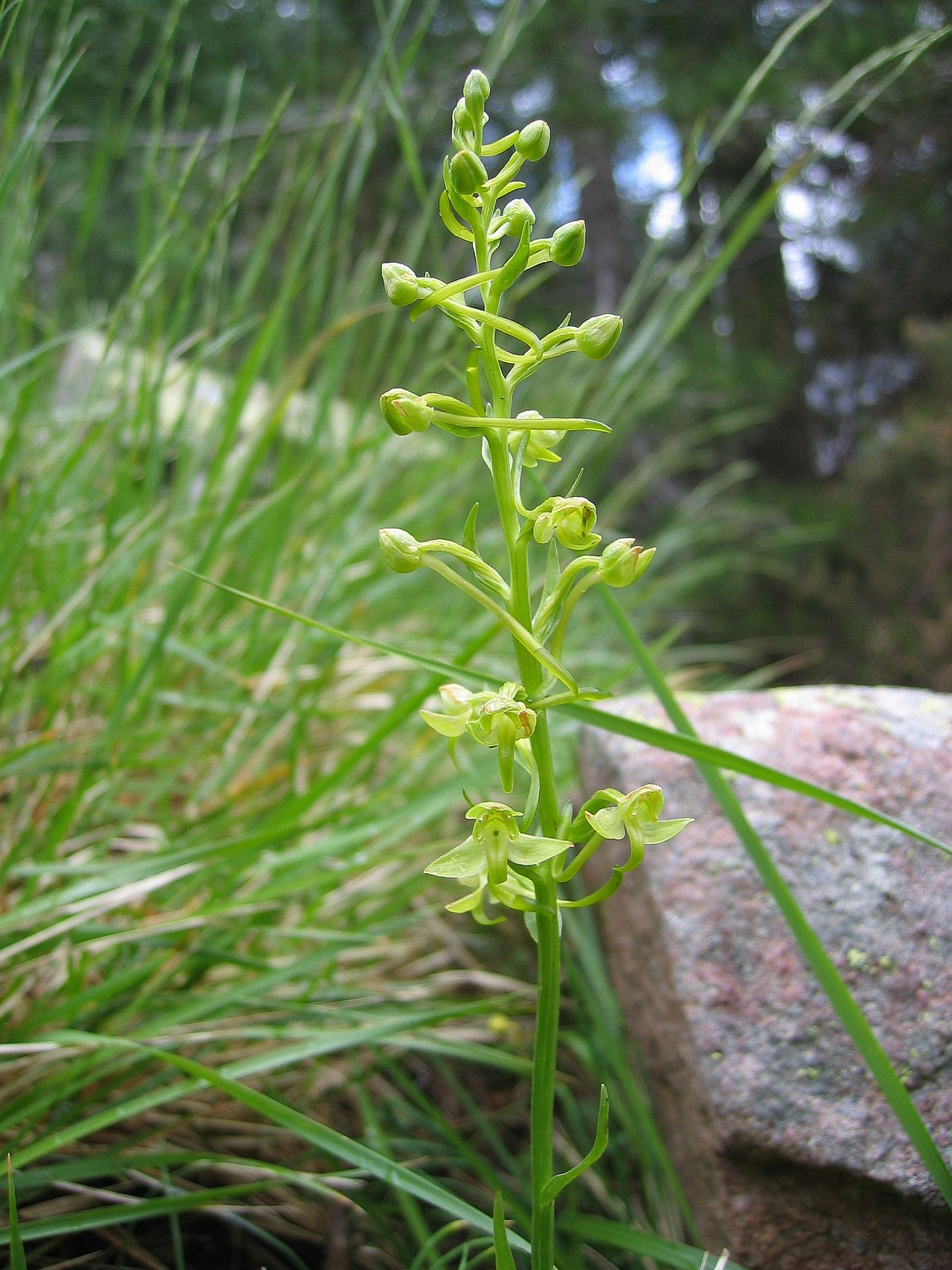